# Lista siturilor arheologice din județul Argeș - U
Lista siturilor arheologice din județul Argeș - U conține toate siturile arheologice din județul Argeș înscrise în Repertoriul Arheologic Național (RAN) și aflate în localități al căror nume începe cu litera U. RAN este administrat de Ministerul Culturii și Patrimoniului Național și cuprinde date științifice, cartografice, topografice, imagini și planuri, precum și orice alte informații privitoare la zonele cu potențial arheologic, studiate sau nu, încă existente sau dispărute.
Puteți căuta un sit din localitățile care încep cu litera U folosind formularul de mai jos sau puteți naviga prin toate siturile din județ la Lista siturilor arheologice din județul Argeș.
| Cod RAN                                  | Denumire | Localitate                | Adresă    | Datare                         | Descoperit | Coordonate                                    | Imagine           | Erori            |
| ---------------------------------------- | --- | ------------------------- | --------- | ------------------------------ | ---------- | --------------------------------------------- | ----------------- | ---------------- |
| 14566.01.01 (Cod LMI: AG-I-m-A-13385.01) | Castrele de la Urlueni -"La Urloaie" / ansamblu Castellum B (Categorie: locuire militară) (Tip: Castru)                       | sat Urlueni, comuna Bârla | Afrimești | romană sec. II - înc. sec. III | 1940       | 44°29′08″N 24°45′41″E / 44.48555°N 24.76139°E | Încărcați imagine | Raportați eroare |
| 14566.01.02 (Cod LMI: AG-I-m-A-13385.02) | Castrele de la Urlueni -"La Urloaie" / ansamblu Castellum A (Categorie: locuire militară) (Tip: Castru)                       | sat Urlueni, comuna Bârla | Afrimești | romană sec. II                 | 1940       | 44°29′08″N 24°45′41″E / 44.48555°N 24.76139°E | Încărcați imagine | Raportați eroare |
| 14566.01.03 (Cod LMI: AG-I-m-A-13385.03) | Castrele de la Urlueni -"La Urloaie" / ansamblu Traseul Brazdei lui Novac (Categorie: locuire militară) (Tip: Limes)          | sat Urlueni, comuna Bârla | Afrimești |                                | 1940       | 44°29′08″N 24°45′41″E / 44.48555°N 24.76139°E | Încărcați imagine | Raportați eroare |
| 14566.01.04 (Cod LMI: AG-I-m-A-13385.04) | Castrele de la Urlueni -"La Urloaie" / ansamblu Traseul "Limes-ului Transalutanus" (Categorie: locuire militară) (Tip: Limes) | sat Urlueni, comuna Bârla | Afrimești | sec. III                       | 1940       | 44°29′08″N 24°45′41″E / 44.48555°N 24.76139°E | Încărcați imagine | Raportați eroare |
| 14566.02.01                              | Castellum-ul de la Urluieni - "Bâtla" / ansamblu anonim (Categorie: locuire militară) (Tip: Castellum)                        | sat Urlueni, comuna Bârla | Bâtla     | romană                         | 1940       |                                               | Încărcați imagine | Raportați eroare |
| 14566.04 (Cod LMI: AG-IV-m-A-14016)      | Cruce de piatră la Urluieni (Categorie: structură de cult/religioasă) (Tip: cruce)                                            | sat Urlueni, comuna Bârla |           | 1731                           |            |                                               | Încărcați imagine | Raportați eroare |